# Brestova Draga
Brestova Draga je naselje u Hrvatskoj u općini Mrkoplju. Nalazi se u Primorsko-goranskoj županiji.

## Zemljopis
Sjeverozapadno su park-šuma Golubinjak, rezervat šumske vegetacije Debela lipa - Velika Rebar i Lokve, zapadno su Slavica i Belo Selo, jugozapadno su Vrata, istočno je Sunger.

## Stanovništvo
| broj stanovnika | 197   | 167   | 158   | 171   | 200   | 198   | 167   | 225   | 166   | 166   | 163   | 120   | 94    | 79    | 55    | 53    | 47    |
|                 | 1857. | 1869. | 1880. | 1890. | 1900. | 1910. | 1921. | 1931. | 1948. | 1953. | 1961. | 1971. | 1981. | 1991. | 2001. | 2011. | 2021. |